# أحمد الخضراوي
أحمد حسين الخضراوي مواليد 7 يوليو 1985 في ، السعودية، هو لاعب كرة قدم سعودي.
لعب سابقاً في نادي مضر ونادي القادسية ونادي الصفا ونادي الهدى.